# Rokytka (Moldau)

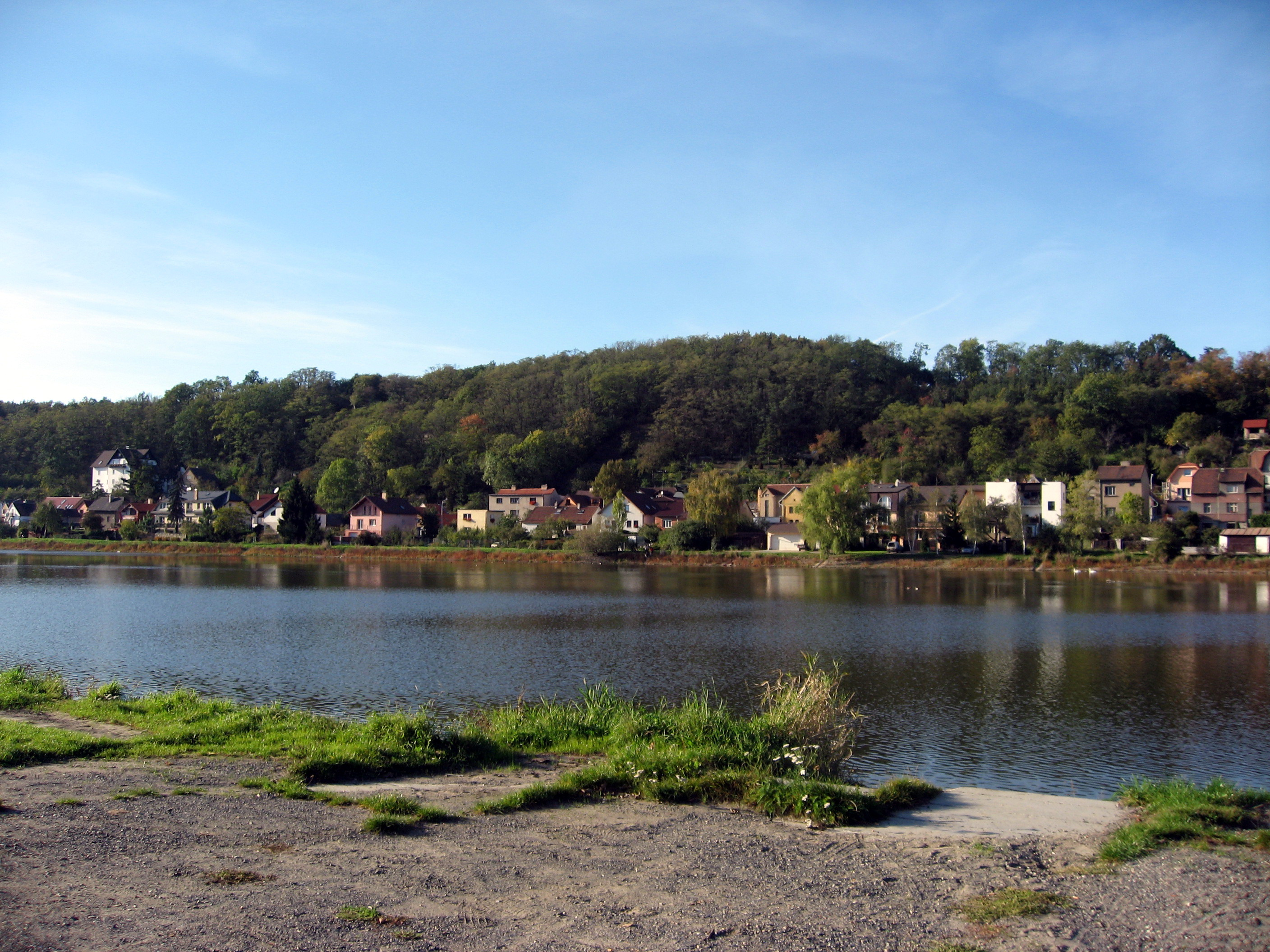
Stausee Kyjský rybník in Prag

Die Rokytka ist ein rechter Nebenfluss der Moldau in Tschechien.

## Verlauf
Die Rokytka entspringt am südwestlichen Ortsrand von Tehovec in der Středočeská pahorkatina. Ihre Quelle befindet sich östlich des Hügels Jedlina (466 m n.m.). An ihrem nach Nordwesten führenden Oberlauf fließt die Rokytka vorbei an Vojkov, Lada, Olivovna, Říčany und Strašín durch ein Waldgebiet, in dem sie von der Staatsstraße I/2 zwischen Říčany und Kostelec nad Černými Lesy überquert wird, und den Teich Jureček in die Pražská plošina (Prager Hochfläche) nach Radošovice. Am nordwestlichen Ortsausgang wird der Bach im Teich Rybník u Radošovic gestaut. Nachfolgend fließt die Rokytka in das Stadtgebiet von Prag. Der an Pacov und Nedvězí vorbeiführende Bachlauf ist als Naturreservat PR Mýto geschützt; das Tal der Rokytka zwischen Pacov, Nedvězí, Křenice, Královice, Netluky, Svatá Markéta und Hájek wurde zudem 1990 auf einer 136,5 ha zum Naturpark Rokytka erklärt. Bei Svatá Markéta wird die Rokytka im Stauweiher „Markéta“ gestaut. Unterhalb von Hájek verlässt der Bach den Naturpark und fließt bei Stupice mit nördlicher Richtung durch das Kolodějer Wildgehege, wo er im Teich V Oboře angestaut wird. Der weitere Lauf der Rokytka führt vorbei am Schloss und Dorf Koloděje sowie Újezd nad Lesy nach Běchovice. Dort ändert der Bach seine Richtung wieder nach Nordwesten, durch sein Tal führt die Bahnstrecke Česká Třebová–Praha. Zwischen Nová Dubeč und Vinice wird die Rokytka am Bahnhof Praha-Běchovice vom Prager Ring überbrückt und anschließend im Počernický rybník gestaut. Der Teich einschließlich seiner Uferzonen ist als Naturreservat PR Počernický rybník geschützt und Teil des 907,7 ha großen Naturparks Klánovice-Čihadla. Am weiteren Lauf der Rokytka liegen Dolní Počernice, Jahodnice, Hostavice, Černý Most und Jiráskova čtvrť. Danach wird der Bach zwischen Kyje, Aloisov und Hloubětín im Kyjský rybník angestaut. Unterhalb des Teiches verlässt die Rokytka den Naturpark Klánovice-Čihadla und fließt mit südwestlicher Richtung in den Naturpark Smetanka. Zwischen Hrdlořezy, Zelené Město und Vinice umfließt die Rokytka die Smetanka (242 m n.m.) in einer Spitzkehre, nimmt dann östliche Richtung und speist den Teich Hořejší rybník. Am Schloss Hloubětín fließt der Bach am Naturdenkmal PP Pražský zlom vorbei und verlässt den Naturpark Smetanka. In einer weiteren Flussschleife zwischen Kejřův Mlýn, Hloubětín und Zahrady wendet sich die Rokytka wieder nach Westen. Der Unterlauf der Rokytka führt zwischen Vysočany, Harfa, Nová Harfa, Prosek, Na Hájku und Na Kotlasce nach Libeň. Nach 36,2 km mündet die Rokytka unterhalb des Schlosses Libeň in der Moldauschleife rechtsseitig der Liebener Insel im Hafen von Libeň in Prag in die Moldau. 31,5 Kilometer des Flusslaufes befinden sich auf Prager Stadtgebiet.

## Zuflüsse
- Bublavý potok (l), bei Vojkov
- Tehovský potok (l), bei Lada
- Pacovský potok (r), bei Pacov
- Křenický potok (r), bei Křenice
- Královický potok (l), Královice
- Běchovský potok (r), bei Běchovice
- Řičanský potok (l), bei Nová Dubeč
- Hostavický potok (l), bei Hostavice
- Svépravický potok (r), bei Hostavice
- Kyjský potok (r), oberhalb des Kyjský rybník